# Гюлхане
„Гюлхане“ (на турски: Gülhane Parkı, „Парк на розовата къща“; от персийски: گلخانه Gulkhāna, „къща на цветята“) е исторически градски парк в квартал Еминьоню в Истанбул, Турция; той е в съседство и на територията на двореца Топкапъ. Южният вход на парка е с една от по-големите порти на двореца. Това е най-старият и един от най-обширните обществени паркове в Истанбул.

## История
Името на парка, Гюлхане („Розовата къща“) е тясно свързано с Гюлханския хатишериф от 1839 г. (на турски: Tanzimât Fermanı или Gülhane Hatt-ı Şerif-î). Едиктът стартира реформите на Танзимата в Османската империя, които модернизират империята и включват промени като изравняването на всички османски граждани пред закона, независимо от религията. Прокламацията е направена от великия везир Мустафа Решид паша, водещ държавник, дипломат и реформатор в империята.
Паркът Гюлхане някога е бил част от външната градина на двореца Топкапъ и се е състоял главно от горичка. Част от външната градина е планирана като парк от общината и отворена за обществеността през 1912 г. Паркът преди това е съдържал зони за отдих, кафенета, детски площадки и др. По-късно в парка е открита малка зоологическа градина.
През последните години паркът претърпява основен ремонт; премахнати са зоологическата градина, панаира и местата за пикник, което води до увеличаване на откритото пространство. Преуредени са екскурзионните маршрути, а големият басейн е обновен в модерен стил. С премахнати бетонни конструкции паркът си възвръща естествения пейзаж от 50-те години на миналия век, разкривайки дървета, датиращи от 1800-те.
Музеят на историята на науката и технологиите в исляма се намира в бившите конюшни на двореца Топкапъ, в западния край на парка. Открит е през май 2008 г. от турския министър-председател Реджеп Тайип Ердоган. Музеят включва 140 реплики на изобретения от VIII до XVI век, от астрономия, география, химия, геодезия, оптика, медицина, архитектура, физика и военно дело.
Павилионът за процесии (на турски: Alay Köşkü) се намира на външната стена на парка с изглед към трамвая и е достъпен от вътрешността на парка. Съдържа музейната библиотека Ахмет Хамди Танпънар.

## Бъдеще
Старите казарми в района на Гюлхане се очаква своевременно да бъдат превърнати в културен център; центърът ще бъде домакин на библиотека и изложбена зала, заедно с работилница за килими и занаяти.